# Actio de tigno iuncto
Die actio de tigno iuncto ist eine Klage des römischen Rechts, nach der der Grundstückseigentümer, auf dessen Grund fremdes Baumaterial verwendet wurde, dem Eigentümer des Materials den doppelten Wert dessen ersetzen muss.

## Geschichte
Diese actio war bereits seit der Zeit der 12 Tafeln existent, worauf die römischen Juristen meist verweisen. In den Digesten ist der actio de tigno iuncto ein eigenes kleines Kapitel gewidmet (L. XLVII, 3: De tigno iuncto).

## Inhalt
Nach dem Grundsatz „Superficies solo cedit“ (Der Überbau weicht/folgt dem Boden) teilten auf Grundstücken erbaute Gebäude das rechtliche Schicksal des Grundstückes (vgl. Superädifikat). Da beispielsweise Balken mit dem Haus eine Einheit bilden, konnten sie nicht mit der vindicatio oder der actio ad exhibendum eingeklagt werden. Andernfalls würde ein Haus dann kontraproduktiv zerstört. Der Einbau von fremdem Material war jedoch ein Sonderfall: Das Eigentum an den Balken ruhte, es „schläft“ (dominium dormiens). Bei einem späteren Abbruch des Hauses „wachte“ das Eigentum an den nun die freigelegten Balken auf und konnte mit der vindicatio eingefordert werden. Obwohl das duplum, das Doppelte des Wertes, an die actio furti nec manifesti erinnert und damit strafenden Charakter hatte, konnte die Zahlung auch dann verlangt werden, wenn dem Bauherr guten Glaubens Material eingebaut wurde. Konnte dem Eigentümer das Wissen um die Herkunft der Baumaterialien nachgewiesen werden, konnte mit der vindicatio, actio furti und der actio ad exhibendum vorgegangen werden.

## Heutiges Recht
Einbau fremden Baumaterials beschäftigt auch heute Gerichte. In der Bundesrepublik Deutschland werden die „Einbaufälle“ nach dem Muster des Jungbullenfalls gelöst, BGHZ 56, 228ff. „Einbaufall“.

## Quelle
- Max Kaser: Handbuch des Römischen Privatrechtes. Handbuch der Altertumswissenschaft. Abteilung 10: Rechtsgeschichte des Altertums. Band 3.3.1: Das altrömische, das vorklassische und klassische Recht. 2. Auflage 1971, S. 138f.